# Соцпосёлок (микрорайон Перми)
Соцпосёлок — микрорайон (внутригородской посёлок) в Орджоникидзевском районе города Перми Пермского края России.

## География
Находится на левом берегу реки Гайва у устья речки Мостовая к юго-западу от микрорайона Гайва приблизительно в 5 км на юго-запад по прямой от плотины Камской ГЭС.  

## История
Известен с 1940 года, когда вошёл в состав Перми.

## Инфраструктура
Представляет собой ныне дачное поселение. Большая часть территории входит в садоводческое товарищество №74. К северу от микрорайона находится детский летний лагерь «Звёздный».